# Asymptotisch rake schatter

is een rij asymptotisch rake schatters voor de parameter. De verdelingen van de schatters concentreren zich met toenemende steekproefomvang steeds meer rond de parameter. Wel zijn de schatters onzuiver.

In de statistiek heet een schatter asymptotisch raak (Engels: consistent) als de schatter met toenemende steekproefomvang in kans convergeert naar de te schatten parameter.

## Definitie
Zij {\displaystyle (X_{i})} een aselecte steekproef van de stochastische variabele {\displaystyle X} waarvan de verdelingsfunctie {\displaystyle F_{X}} afhangt van de parameter {\displaystyle \theta }. De schatter {\displaystyle T_{n}=t_{n}(X_{1},\ldots ,X_{n})} heet asymptotisch raak als {\displaystyle T_{n}} in kans convergeert naar {\displaystyle \theta }, dus als voor alle {\displaystyle \varepsilon >0}
{\displaystyle \lim _{n\to \infty }P(|T_{n}-\theta |>\varepsilon )=0}
Men noteert wel:
{\displaystyle T_{n}\,\xrightarrow {P} \,\theta }

## Voorbeeld
Het steekproefgemiddelde 
{\displaystyle {\overline {X}}_{n}={\frac {1}{n}}(X_{1}+\ldots +X_{n})}
van een aselecte steekproef {\displaystyle X_{1},\ldots ,X_{n}} uit een normale verdeling met parameters {\displaystyle \mu } en {\displaystyle \sigma ^{2}} is een asymptotisch rake schatter voor {\displaystyle \mu }. De schatter 
{\displaystyle {\overline {X}}_{n}} is ook normaal verdeeld, maar met parameters {\displaystyle \mu } en {\displaystyle \sigma ^{2}/n}. Dus is
{\displaystyle Z_{n}={\sqrt {n}}{\frac {{\overline {X}}_{n}-\mu }{\sigma }}}
standaardnormaal verdeeld. 
Voor elke {\displaystyle \varepsilon >0} geldt dus:
{\displaystyle P(|{\overline {X}}_{n}-\mu |>\varepsilon )=P\left(|Z_{n}|>{\sqrt {n}}{\frac {\varepsilon }{\sigma }}\right)\to 0} voor {\displaystyle n\to \infty }
De meest aannemelijke schatter {\displaystyle {\widehat {\sigma _{n}^{2}}}} voor de variantie in de normale verdeling, gedefinieerd door:
{\displaystyle {\widehat {\sigma _{n}^{2}}}={\frac {1}{n}}\sum _{i=1}^{n}(X_{i}-{\bar {X}})^{2}}
is niet zuiver, maar wel asymptotisch raak. 